# Erinus
Erinus là một chi thực vật có hoa trong họ Plantaginaceae, trước đây được xếp trong họ Scrophulariaceae, bao gồm các loài bản địa vùng núi non nhiều sỏi đá ở Bắc Phi (bao gồm Algérie, Maroc) và miền nam châu Âu như tại Áo, quần đảo Baleares (Tây Ban Nha), Pháp, Italia (gồm cả đảo Sardinia), Thụy Sĩ; nhưng đã du nhập tới đảo Anh và Ireland. Một số thành viên của chi này đã được gieo trồng làm cây cảnh, cụ thể là Erinus alpinus với một loạt các giống cây trồng khác nhau.

## Các loài
Danh sách loài lấy theo Plants of the World Online và The Plant List.
- Erinus alpinus L., 1753: Rộng khắp vùng phân bố.
- Erinus thiabaudii Jahand. & Maire, 1925: Có tại Morocco.